# لیزاب دریایی

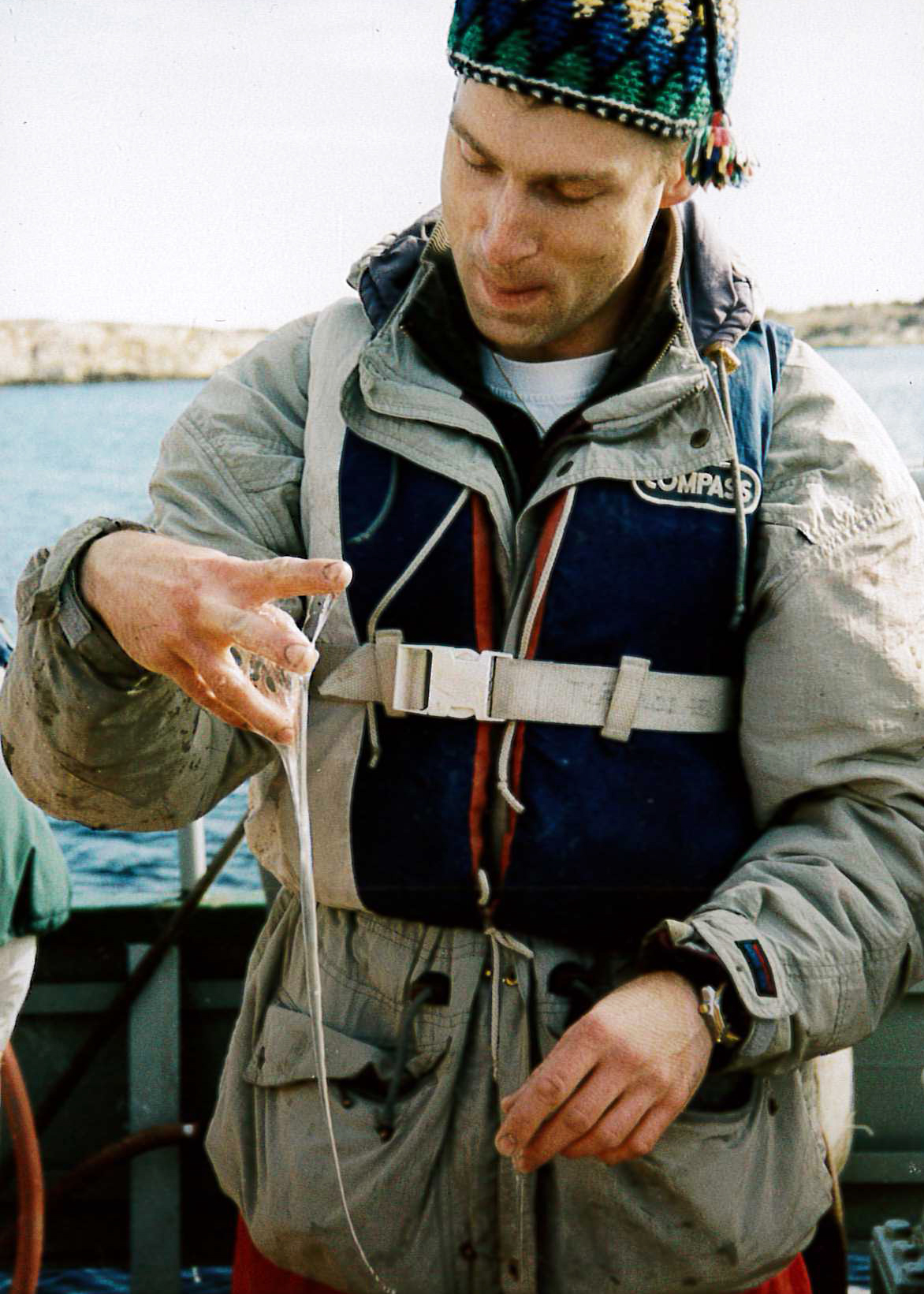

«لیزاب دریایی» (انگلیسی: Sea snot) یا «موسیلاژ دریایی» (انگلیسی: marine mucilage) لجن سبز رنگی است که به‌طور طبیعی شکل می‌گیرد، هنگامی که جلبک‌ها در اثر هوای گرم و آلودگی آب بیش از حد از مواد مغذی انباشته شوند.